# Wilhelm Cranz
Wilhelm Cranz (19 de Abril de 1915 - † 17 de Abril de 1945) foi um comandante de U-Boot que serviu na Kriegsmarine durante a Segunda Guerra Mundial.